# Hellmuth Volkmann
Hellmuth Volkmann (Diedenhofen, hoy Thionville, Lorena, 1889 - Berlín-Gatow, 1940), fue un militar  alemán, comandante de la Legión Cóndor durante la Guerra Civil Española.

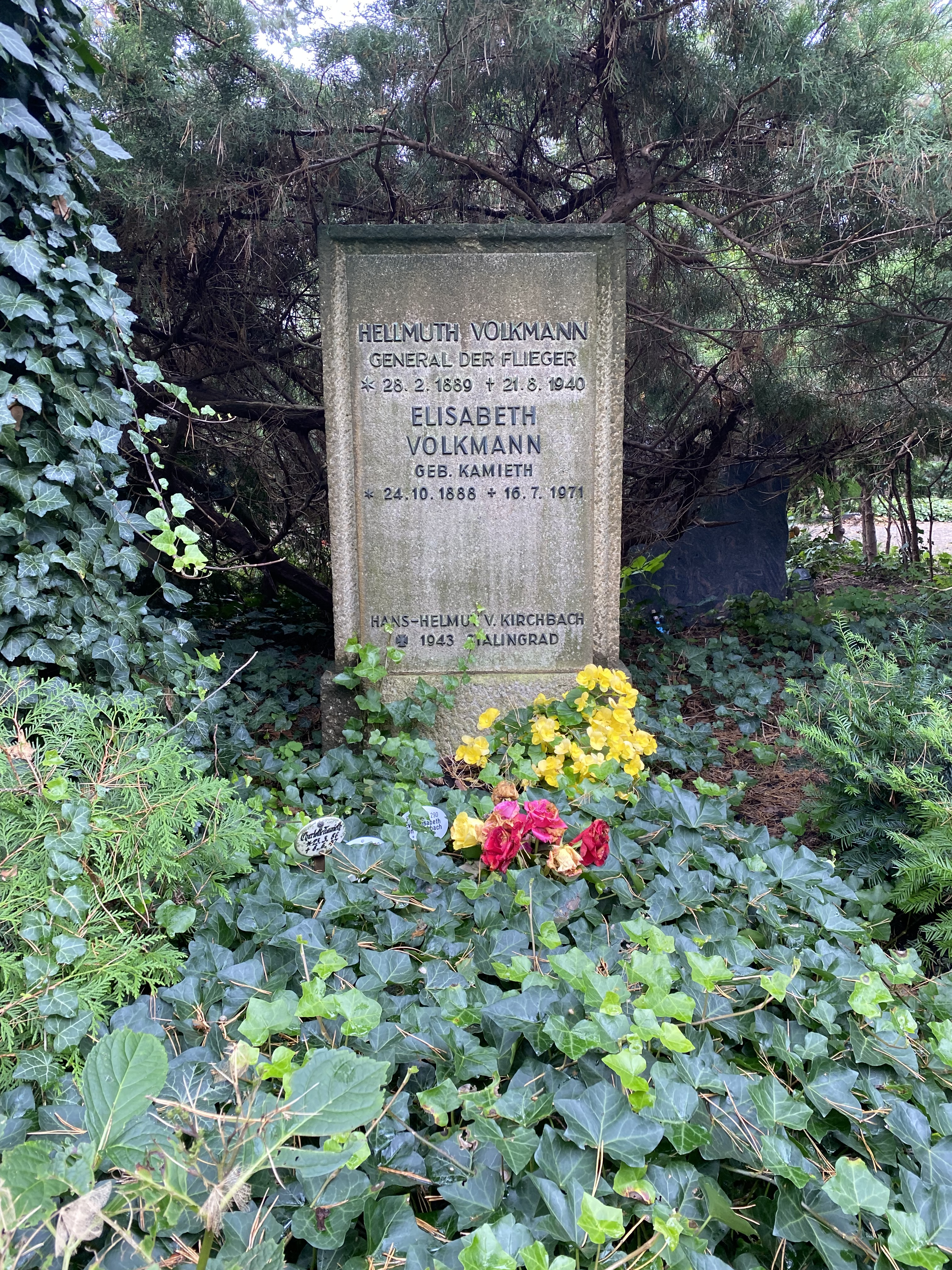
Tumba de Hellmuth Volkmann

## Biografía
Después de estudiar en la Escuela de Cadetes, el 4 de marzo de 1907 se unió al Ejército Imperial Alemán, siendo asignado al Badisches Pionier-Bataillon Nr. 14 como teniente segundo. En la primavera de 1914 Volkmann se formó como piloto en la escuela de vuelo de Mulhouse, en Alsacia. Durante la Primera Guerra Mundial, sirvió en varias unidades aéreas, siendo ascendido a teniente el 25 de febrero de 1915, y a capitán por el 28 de noviembre de 1917.
Después de la guerra, Volkmann continuó su carrera militar en la Reichswehr. Fue promovido a teniente coronel en octubre de 1932 y a coronel en julio de 1934. Al final del verano de 1934, se unió a la nueva Fuerza Aérea Alemana, la Luftwaffe. Allí, se desempeñó en el Ministerio del Aire de Berlín. El 1 de abril de 1935, fue nombrado Fliegerkommandeur III en Dresde. El 1 de octubre de 1936 fue ascendido a Mayor General. Como tal, fue nombrado Comandante de la Verwaltungs-Luftwaffen Amt.
El 1 de noviembre de 1937 fue nombrado, en sustitución de Hugo Sperrle, comandante de la Legión Cóndor en España, manteniendo ese cargo hasta el 31 de octubre de 1938. Se mostró partidario de que la Legión Cóndor operase en la guerra civil perfectamente equipada de material aéreo y con militares más profesionales, ideas que no compartía el general Alfredo Kindelan, jefe de las Fuerzas aéreas franquistas.
En abril de 1938, Volkmann fue promovido a Teniente General. Por su actuación en España se le concedió la Medalla de la Campaña de España y la Spanienkreuz in Gold mit Schwertern und Brillanten.
En enero de 1939 fue ascendido a General der Flieger (general de cuerpo aéreo en la Luftwaffe). El 1 de abril de 1939, fue nombrado comandante de la Academia de la Luftwaffe en Berlín. No obstante, al poco tiempo fue transferido al Ejército de tierra, siendo nombrado comandante de la nueva 94.ª División de Infantería. Participa con su división en la Campaña de Polonia en 1939, donde recibe la Cruz de Hierro 1939.
Sin embargo, el 4 de agosto de 1940, Volkmann resulta gravemente herido en un accidente de tráfico siendo transferido al hospital de Berlin-Gatow, donde fallece de sus heridas el 21 de agosto de 1940.
- Datos: Q3129956
- Multimedia: Hellmuth Volkmann / Q3129956